# Brave Murder Day
Albums de Katatonia
Dance of December Souls
(1993) Discouraged Ones
(1998)
Brave Murder Day est le deuxième album du groupe de metal suédois Katatonia, sorti en 1996 sous le label Avantgarde Music.
Il est le premier album du groupe incluant une participation de Mikael Åkerfeldt.

## Liste des chansons
| No | Titre    | Durée |
| -- | -------- | ----- |
| 1. | Brave    | 10:16 |
| 2. | Murder   | 4:54  |
| 3. | Day      | 4:28  |
| 4. | Rainroom | 6:31  |
| 5. | 12       | 8:18  |
| 6. | Endtime  | 6:46  |